# Seljalandsfoss
Seljalandsfoss – wodospad w południowej Islandii na rzece Seljalandsá, która swój początek bierze z lodowca Eyjafjallajökull.
Wodospad położony jest na klifach dawnego wybrzeża. Seljalandsfoss osiąga wysokość 60 m i maksymalną szerokość 15 m. Za kaskadą wodospadu znajduje się obszerna jaskinia, do której można dostać się specjalną ścieżką.

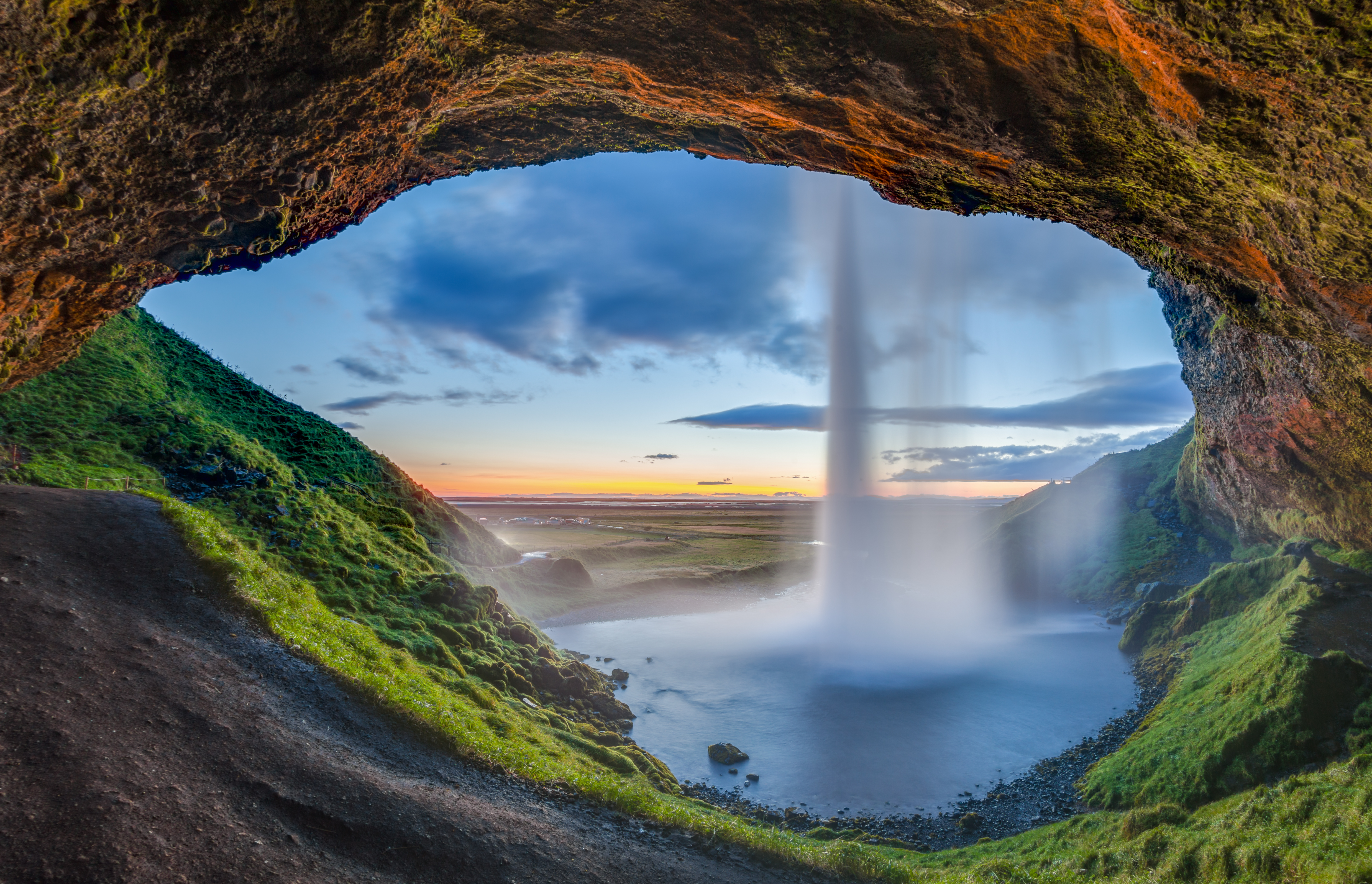
Widok z groty za wodospadem

Do wodospadu można dotrzeć drogą nr 249, od której znajduje się on w odległości kilkuset metrów.